# Masacre de la cafetería Al Baqa
La masacre de la cafetería Al-Baqa fue un ataque aéreo llevado a cabo el 30 de junio de 2025 por las Fuerzas de Defensa de Israel (FDI) contra el cibercafé Al-Baqa, situado cerca del puerto de la ciudad de Gaza, al norte de la Franja de Gaza. El ataque mató al menos a 41 personas, incluido el fotoperiodista Ismail Abu Hatab y la artista Frans Amina al Salmi cuya obra se ha expuesto internacionalmente, e hirió a otras 75. La mayoría de las víctimas fueron mujeres y niños que estaban celebrando un cumpleaños.
El café se había convertido en un punto de encuentro para jóvenes, incluyendo estudiantes, periodistas y artistas. Según testigos presenciales, algunos de los visitantes teletrabajaban o asistían a una fiesta de cumpleaños infantil en el momento del bombardeo israelí.

## Antecedentes
El Café Al-Baqa llevaba casi 40 años funcionando y servía como lugar de esparcimiento para los jóvenes de Gaza, era un lugar muy popular entre periodistas, activistas y artistas, además contaba con una buena conexión a Internet. A raíz de la guerra de Gaza, el café se componía de varias tiendas de campaña a lo largo de la playa, que albergaban a refugiados palestinos. La zona portuaria donde se encontraba la cafetería Al Baqa no estaba cubierta por ninguna de las «órdenes de evacuación» emitidas por las FDI.
Desde que Israel rompió el alto el fuego el 18 de marzo, sus fuerzas han redoblado su ofensiva contra Gaza con múltiples oleadas de bombardeos y «órdenes de evacuación» que han obligado a decenas de miles de personas a abandonar sus casas. En torno al 80 % de la Franja de Gaza está incluido en esas «órdenes de evacuación» o están controladas por las fuerzas israelíes.

## Masacre
Las Fuerzas de Defensa de Israel habían utilizado un avión de guerra para lanzar una bomba no guiada Mark 82 de 230 kg de fabricación estadounidense sobre la concurrida cafetería frente a la playa, dejando un gran cráter y matando al menos a 41 palestinos, incluidos niños y mujeres que asistían a una fiesta de cumpleaños. Las FDI no emitieron ninguna advertencia ni orden de evacuación antes de realizar el ataque.
Entre los fallecidos, se encuentran periodistas, fotógrafos y artistas, aparte de mujeres y niños. Incluidos Ismail Abu Hatab, cineasta y fotoperiodista que había resultado previamente herido en octubre de 2023 por el ataque de un dron contra un grupo de periodistas. Era el fundador de ByPa, un colectivo creativo palestino. Otro periodista, Omar Zaino, también murió en el ataque, mientras que el periodista Bayan Abu Sultan resultó herido. También falleció la artista visual Frans Amina al Salmi. Tan solo hace unos días, Al Salmi compartió su último dibujo de una joven ensangrentada envuelta por un sudario.
El ataque aéreo también mató a dos atletas, según el Comité Olímpico Palestino: el futbolista Mustafa Abu Amireh y la boxeadora Malak Musleh. Está última era una de las boxeadoras más jóvenes de Gaza y aspiraba a representar a Palestina en torneos internacionales.
Otras víctimas fueron los trabajadores informáticos remotos Nasim Sabha y Mohammed Abu Odeh, así como varios miembros de la familia Mansour, incluido el hijo de Ayman Mansour, un comandante de Hamás asesinado en 2023. No está claro si estos familiares tenían vínculos con Hamás.

## Reacciones
Las FDI reconocieron la autoría del ataque y lo justificaron diciendo que la situación estaba bajo revisión y afirmaron que habían «atacado a varios terroristas de Hamás» y que «antes del ataque, se tomaron medidas para mitigar el riesgo de dañar a civiles utilizando vigilancia aérea».
Hamás condenó el ataque aéreo, declarando que «un ataque aéreo llevado a cabo por aviones del ejército de ocupación criminal tuvo como objetivo a civiles inocentes reunidos en un área de descanso en la playa de la ciudad de Gaza».
Gerry Simpson, de Human Rights Watch, afirmó que las FDI «no han dicho exactamente a quién atacaban», pero que habían utilizado vigilancia aérea para minimizar las bajas civiles, lo que significa que «sabían que el café estaba lleno de clientes en ese momento», calificándolo de «ataque ilegal, desproporcionado o indiscriminado» que debería investigarse como un crimen de guerra.
Expertos en derecho internacional sostienen que el uso de este tipo de munición a pesar de la presencia conocida de civiles desprotegidos, entre ellos niños, mujeres y ancianos, fue casi con toda seguridad ilegal y puede constituir un crimen de guerra.
El Doctor Andrew Forde, profesor adjunto de Derechos Humanos en la Dublin City University, señala que el ataque es espantoso. «Cuando se produce una situación en la que se utiliza munición pesada, especialmente en un espacio civil abarrotado, incluso con la mejor puntería del mundo, se produce necesariamente un resultado indiscriminado que no cumple los Convenios de Ginebra».